# インターミッション (2013年の映画)
『インターミッション』は、2013年公開の日本映画。
樋口尚文監督、秋吉久美子、染谷将太主演。オブスキュラ＝東北新社製作、オブスキュラ配給。
カラー / ビスタ / 112分。

## 概要
映画評論家で電通のクリエーティブディレクターである樋口尚文の第1回監督作品。映画ファンに親しまれながら2013年3月31日に老朽化と耐震性の問題で閉館した銀座の老舗映画館銀座シネパトスを舞台に、閉館前の映画館にさまざまなユニークな観客たちが集う群像劇。閉館の報道とともに制作発表、次いで現実の閉館前の劇場でロケーションを進め、同劇場の最後の公開作品として閉館日まで5週間にわたる限定ロードショーを行ったことで話題となった。

## キャスト
- クミコ -   秋吉久美子
- ショウタ - 染谷将太
- キョウコ - 香川京子
- アキコ - 小山明子
- クミ - 水野久美
- ヒナコ、マチコ - 佐伯日菜子
- アンナ - 中川安奈
- ナオト - 竹中直人
- シロウ - 佐野史郎
- サキ - 寺島咲
- ムギ - 門脇麦
- キキ - 杉野希妃
- エイタ - 奥野瑛太
- ヒョンリ - 玄里
- ヨウコ - 夏樹陽子
- ユリコ - ひし美ゆり子
- ヨーコ - 畑中葉子
- ユウキ - 水原ゆう紀
- ナツヒ - 上野なつひ
- ハコ - 大島葉子
- カナエ - 勝野雅奈恵
- シオン - 中丸シオン
- ユウリ - 森下悠里
- クルミ - 森下くるみ
- コーイチ - 大瀬康一
- ビン - 古谷敏
- シゲヒサ - 大野しげひさ
- シンショー - 中丸新将
- ゴー - 利重剛
- エリク - 与座重理久
- アマネ - 岡山天音
- グレン - 小野寺・グレン・光
- ヒグボマー -樋口真嗣

## スタッフ
- エグゼクティブ・プロデューサー - 樋口久美、嶋元勧治、小坂恵一
- プロデューサー - 蔵原康之
- ライン・プロデューサー - 井上淳
- 監督 - 樋口尚文
- 脚本 - 樋口尚文、港岳彦
- 撮影 - 町田博
- 音楽 - 菅野祐悟
- 美術 - 部谷京子
- 録音 - 益子宏明
- 照明 - 津嘉山誠
- 音響効果 - 小森護雄
- 編集 - 山本憲司
- スチール - 南信司
- アートディレクター - 小倉輝久
- 助監督 - 根木裕介

## 関連ソフト
- 1980年代の角川映画のアイドル作品興行では公開時にビデオソフトが同時発売されて話題となったが、著作で角川映画を再評価している樋口監督は脚本段階で角川書店の特別協力を得て、公開日から角川映画レーベルのDVDを劇場で同時発売するというオマージュが実現した[3]。
- 2013年2月20日リリースの菅野祐悟のCD「YUGO KANNNO MEETS ART&MUSIC spin-off work from the movie "The Intermisson"」には「インターミッション〜愛のテーマ〜」「インターミッションのインターミッション」ほかの主題曲・挿入曲が収録されている。また、付録のフォトブックには劇中で使用された菅野の手による絵画作品が紹介されている。

## 関連番組
- 「インターミッション」の制作 - 公開までの日々を樋口監督に密着取材した[4]WOWOW「ノンフィクションW」"ラストロードショー名画座が消える日”が2013年4月に放送[5]。2014年2月の「インターミッション」初CS放映の際は、ファミリー劇場で本篇放映前に特番「映画監督・樋口尚文のインターミッション放談〜これが昭和の逆襲だ！〜」が5回にわたって放送[6]。2015年3月からは日本映画専門チャンネルで本篇が放映。

## エピソード
- 日本映画研究の著作も多い監督の樋口尚文は、支配人の鈴木伸英が「名画座宣言」を打ち出していた銀座シネパトスと組んで、2010年から「秋吉久美子映画祭」「原田芳雄映画祭」などの特集上映を企画し[7]、閉館まで数十回にわたるキャスト、スタッフとのトークショーを行っていた。その好評の矢先に東日本大震災を受けて東京都から耐震性をめぐる指導が入り、経営母体のヒューマックスシネマが2013年3月31日をもって閉館することを決定。偏愛する劇場を平凡なサヨナラ興行で終わらせることに抵抗を感じた樋口は、「この劇場を舞台にして映画を作り、ラストロードショー作品にしよう」ととっさの思いつきを鈴木支配人に語ったが、鈴木は全く何事か理解できなかったという [8]。
- 映画制作 - 公開のアイディアは思いついたものの、製作費も機材もスタッフ、キャストも何のあてもない状況だったが、以後樋口が知己のスタッフ、キャストを口説いてまわり[9]、その説得作業と同時進行でアテ書きのシナリオを仕上げていった。かつて樋口が高校、大学時代に監督した自主映画でぴあフィルムフェスティバルなどに入選していた頃から評価していた大島渚も制作資金の援助を申し出て、「賛助」としてクレジットされている（大島は映画公開直前の2013年1月15日に他界し、最後に協力した作品としてワイドショーなどでとりあげられた）[10]。
- 撮影は2013年9月23日から10月7日まで撮休をはさんで2週間、ほぼ連日シネパトス1を中心に行われたが、同館で全日興行をやめるわけにはいかず、朝から時代劇特集の二本立てをワンセット上映した後にようやく撮影準備を開始できるという慌ただしいスケジュールだったため、一日の撮影可能時間は正味半日以下だった。撮影の町田博は、SONYのデジタルシネマカメラ「F35」を3台稼働させることでこの時間の無さに対応した。本作で初めて映画で組んだ撮影の町田と照明の津嘉山誠のコンビは、押井守監督の実写大作「パトレイバー首都決戦」を手がける）[11]。
- 話題となっていた撮影には連日、映画人からマンガ家、ミュージシャン、お笑いタレントまでさまざまなジャンルの人々が現れ、見学がてら観客役のエキストラとして”出演”していった（その顔ぶれはエンドクレジットで確認できる）。最終日に行われた劇場の内外を複雑なワンカットの移動でとらえるモブ（群衆）シーンには、SNSで募集した一般の観客140名が出演した[12]。
- 音楽制作時には菅野祐悟が自分のスタジオで樋口監督と話しながら即興的にピアノを弾きながら作った部分もある。また、実相寺昭雄作品の特異な音響効果で知られる小森護雄は、近年映画の仕事は固辞していたが、さまざまな実相寺作品のサウンドエフェクトをサンプリングして音響をオファーしてきた樋口監督の熱意に応えての参加となった。これらの音の詰めとともに編集を進め、2013年11月25日に作品完成にこぎつけた）[13]。
- 2013年2月19日の外国特派員協会での披露試写・記者会見を経て[14]、2月23日から銀座シネパトス１で閉館日までの5週間限定ロードショー公開となる[15]。興行成績としては、2006年公開のアレクサンドル・ソクーロフ監督が昭和天皇を描いた『太陽』が半年のロングランで達成した記録に次いで、5週間興行としては銀座シネパトス最大のヒットとなった（前売りも最高記録となった）[5]。
- 2013年2月23日から閉館までの5週間にわたる興行では、連日出演したキャストによるトークイベントが催されたほか[16]。、セクシータレントとして人気を集めていた壇蜜やミュージシャンの石井竜也までが応援トークに駆けつけて[17]、劇場および周辺の三原橋地下街が群衆で騒然となったこともあった。
- 2013年3月31日の閉館日の最終上映には、最後を惜しむ満員の観客とともに樋口監督はじめ多くのスタッフ、キャストが登壇して鈴木支配人とともにお別れのセレモニーを行ったが[18]、この時、東北新社のスタッフが監督にも内緒で制作していた「シネパトス爆破映像」がサプライズ企画として会場限で上映された（劇中の爆破シーンは暗示的だが、この映像はCGを用いた派手な爆破になっていた）。
- 2013年のゆうばり国際ファンタスティック映画祭に招待上映[19]、次いで2014年の台北映画祭（台北電影節）に『最後一次中場休息』のタイトルで招待上映された[20]。
- 銀座シネパトス公開後は、ヒューマックスシネマ系列の池袋HUMAXシネマズ、渋谷HUMAXシネマ、キネカ大森、横浜シネマ・ジャック&ベティ、広島八丁座、名古屋シネマスコーレ、大阪第七藝術劇場、福山シネマモード、京都シネマ、シネマ尾道、福岡中洲大洋ホールなど全国のミニシアターで上映された[21]。